# Коста (Торино)
Коста (итал. Costa) је насеље у Италији у округу Торино, региону Пијемонт.
Према процени из 2011. у насељу је живело 1 становника. Насеље се налази на надморској висини од 1136 м.